# Bodélé
Bodélé [bodele] je suchá kotlina a bezodtoká oblast v africkém Čadu.

## Geografie
Bodélé leží na Sahaře, v severovýchodní části Čadské pánve jižně od pohoří Tibesti. Její nejnižší místo (155 metrů nad mořem) je zároveň nejnižším bodem Čadu.
Kotlina byla dříve vyplněna vodou a tvořila stejnojmenné jezero. Voda sem přitékala především z Čadského jezera údolím bahr el-Ghazal, nyní vyschlým. Podle geomorfologických studií byla kotlina ještě dříve nejhlubším dnem zaniklého jezera Mega-Čad.
Pomocí metod dálkového průzkumu Země bylo zjištěno, že nízkohladinové tryskové proudění zdvíhá z kotliny Bodélé jemné prachové částice obsahující biogenní fosfor a diatomity, které jsou odnášeny až do jihoamerických tropických deštných lesů Amazonie a významně přispívají jejich výživě.